# Banaba
Banaba (též Ocean Island) je ostrov v Tichém oceánu, součást republiky Kiribati. Nachází se přes 400 kilometrů západně od hlavního řetězce Gilbertových ostrovů a přibližně 300 km východně od Nauru. Má rozlohu 6,29 km², v roce 2005 zde žilo 301 obyvatel, největší osadou je Umwa (též Ooma nebo Uma). Zdejší obyvatelé jsou smíšeného mikronésko-melanéského původu. Na ostrově Banaba se nachází nejvyšší bod Kiribati s nadmořskou výškou 81 m.
Ostrov Banaba proslul obrovskými ložisky fosfátů, jejichž těžba byla ve 20. století hlavním zdrojem jeho bohatství. Za druhé světové války zde probíhaly boje mezi Japonci a Američany, většina ze zhruba pěti tisíc ostrovanů byla evakuována na ostrov Rabi v souostroví Fidži, kde po válce také zůstali kvůli devastaci Banaby povrchovou těžbou. V roce 1979 se Banaba stala součástí nezávislého státu Kiribati a zároveň byla ukončena těžba fosfátů. Vzniklo hnutí za nezávislost ostrova, jeho vlajku tvořil bílý úhlopříčný kříž, horní a spodní trojúhelníkové pole bylo modré a levé a pravé pole červené. Dodnes zůstává většina Banabanů na Rabi, kde mají vlastní samosprávu. Představiteli ostrovanů jsou Teitirake Corrie a Raiobea Ken Sigrah, autor knihy Banaba, páteř Pacifiku.